# Harold Hobbis
Harold Henry F. Hobbis (sinh ngày 9 tháng 3 năm 1913 in Dartford, Kent, Anh), là một cầu thủ bóng đá người Anh từng thi đấu ở vị trí tiền vệ ở Football League. Thi đấu gần toàn bộ sự nghiệp cho Charlton Athletic ông cũng thi đấu với tư cách khách mời cho West Ham United trong Thế chiến thứ II.